# Grande vitesse ferroviaire en France
Pour des articles plus généraux, voir Grande vitesse ferroviaire et Transport ferroviaire en France.

Le réseau TGV (non contractuel) :
en bleu et rouge : lignes à grande vitesse
en bleu pointillé : lignes à grande vitesse actuellement en construction
en noir : lignes classiques parcourues par les TGV.

La grande vitesse ferroviaire en France consiste en un réseau de lignes à grande vitesse (LGV) parcouru par des trains à grande vitesse : les trains de marques TGV inOui et Ouigo pour les liaisons nationales, mais également Eurostar, Thalys, Lyria, ICE, AVE, et Frecciarossa pour les liaisons internationales.
La première section de LGV française s'ouvre au service commercial fin 1981, c'est la LGV Sud-Est. Depuis, le transfert modal de l'avion au train est important sur les relations couvertes à grande vitesse.

## Infrastructure

### Gares

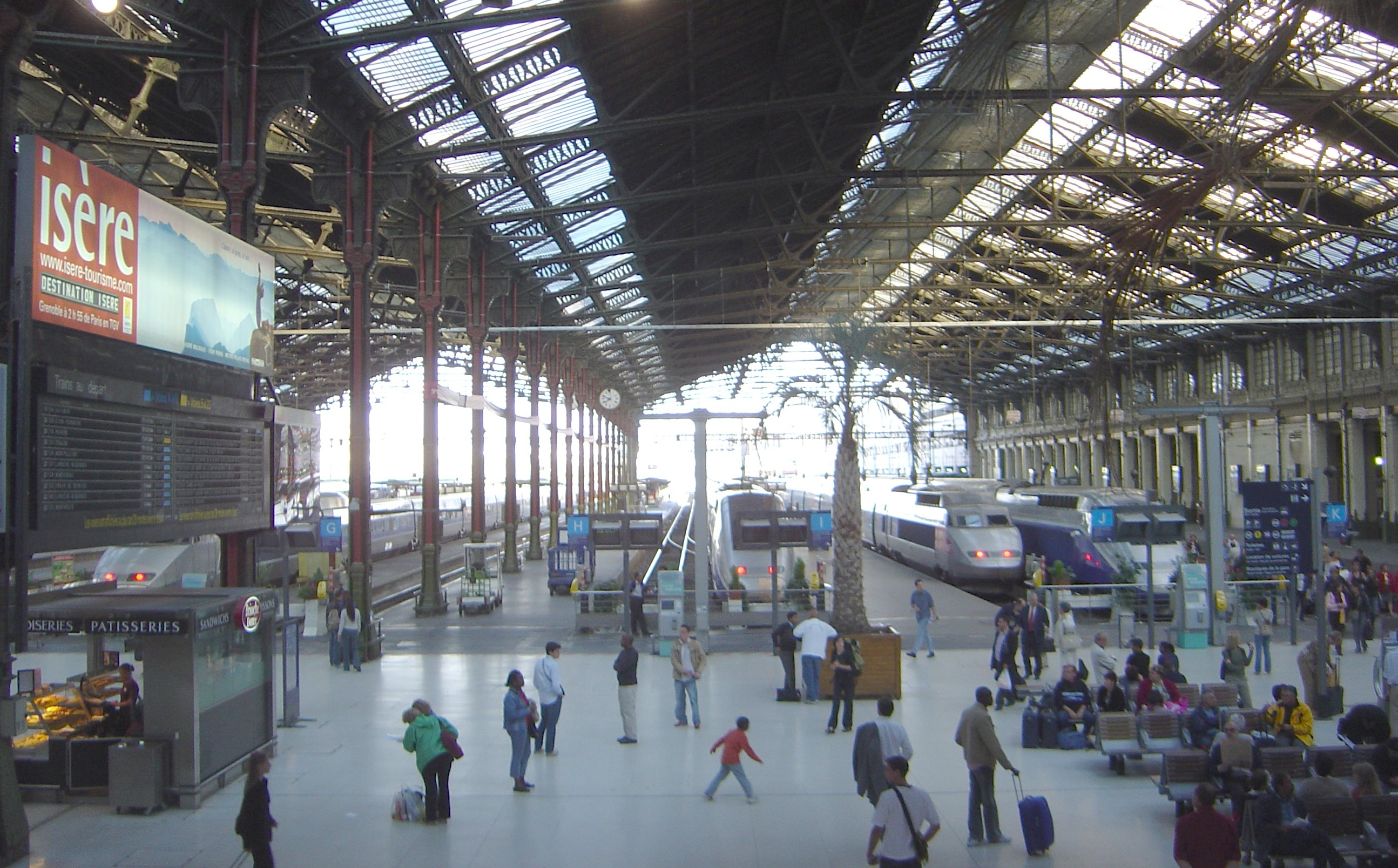
La halle de la Gare de Lyon (Paris).

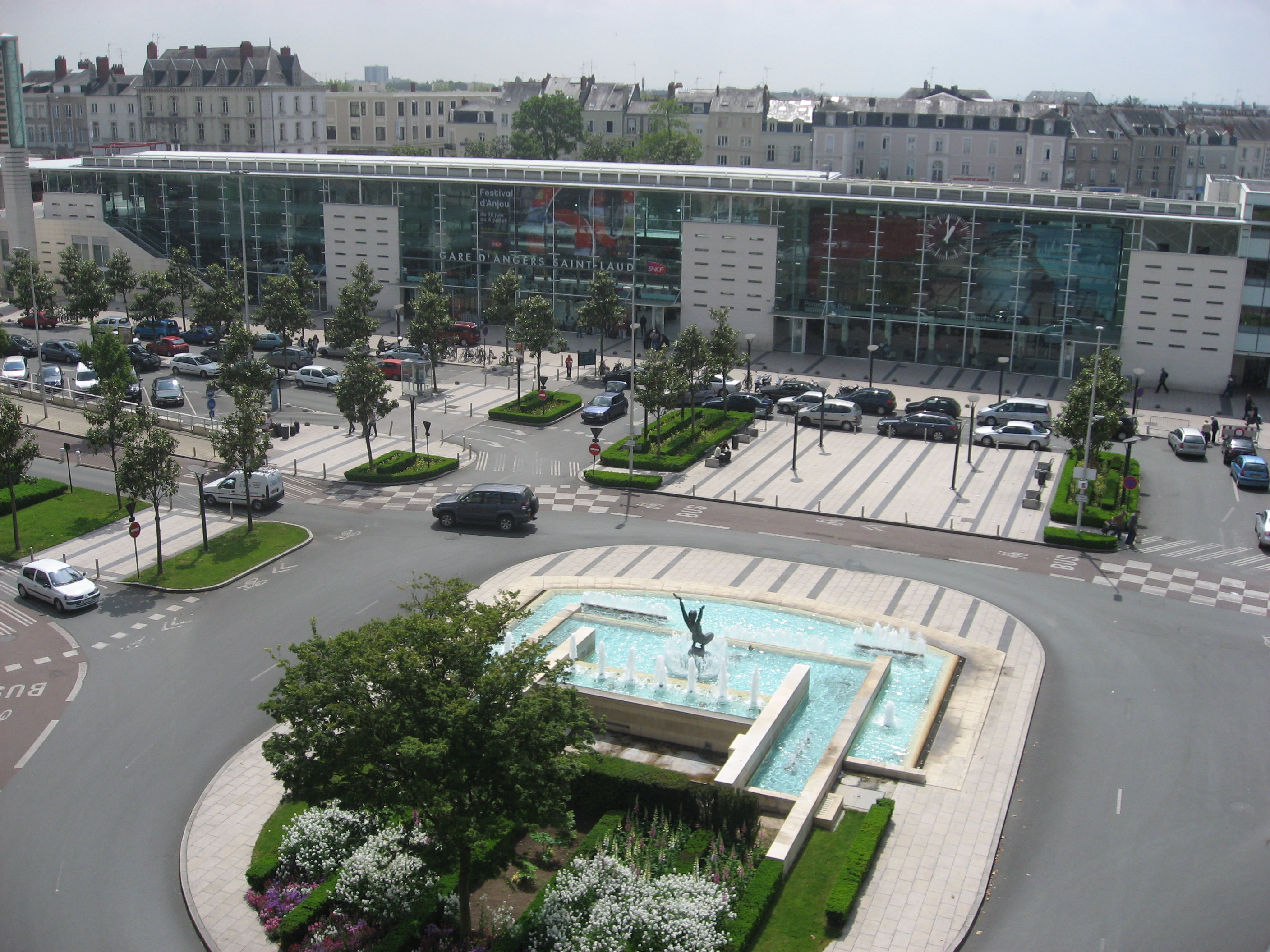
La gare d'Angers-Saint-Laud.

La construction d'une nouvelle ligne à grande vitesse s'accompagne parfois de la création de nouvelles gares situées hors des centres-villes car la ligne à grande vitesse n'y passe pas (les centres étant trop dense pour y faire passer une voie ferrée). Ces gares sont parfois sujet à débat pour leur localisation, les villes proches de la ligne se battant pour en obtenir une reliée au réseau ferroviaire local.
Par exemple la gare desservant Montceau-les-Mines et Le Creusot, située à Montchanin, près de ces deux villes, n'est accessible que par la route. Des navettes la relient à des villes aussi éloignées que Roanne située 70 km au sud ou Autun, 30 km au nord. Ce choix a permis d’optimiser le temps de parcours entre Paris et Lyon.
Le cas le plus controversé est celui de la gare de TGV Haute-Picardie qui a été surnommée la « gare des betteraves » par ses détracteurs stigmatisant sa situation isolée loin d’Amiens et de Saint-Quentin (plus de 30 km de chaque ville), et sans correspondance avec le réseau ferroviaire local (TER).
Alors que les premières de ces gares n’exprimaient aucune ambition sur le plan architectural, il n’en est plus de même pour les plus récentes. On peut citer notamment parmi celles de Lyon-Saint-Exupéry, œuvre de l’architecte espagnol Santiago Calatrava, Roissy-Charles-de-Gaulle ou encore la gare d’Avignon TGV.

### Lignes à grande vitesse

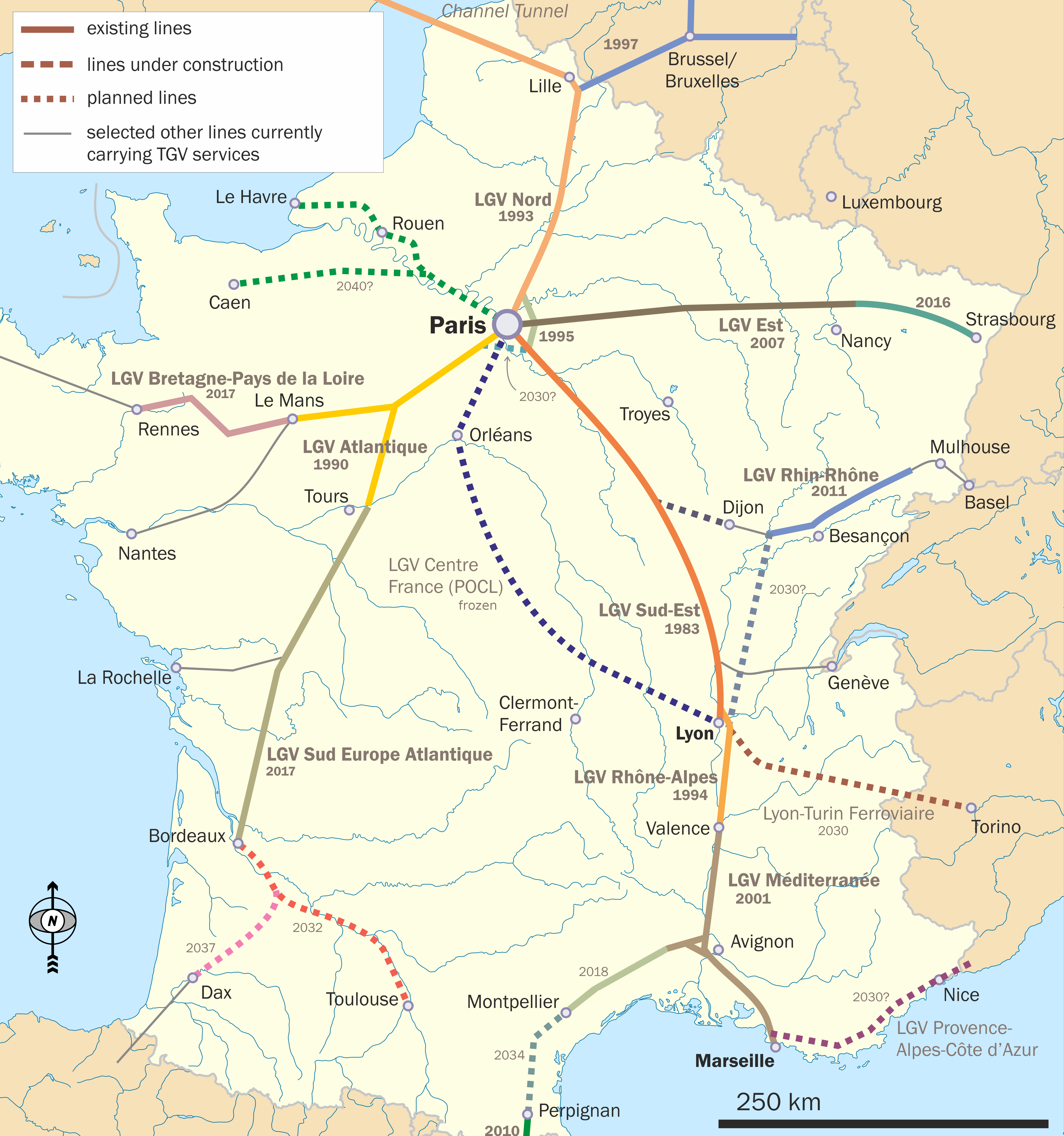
Le réseau des lignes à grande vitesse en 2024, avec indications de quelques projets futurs.

Une ligne à grande vitesse diffère d'une ligne ferroviaire classique en plusieurs points dont :
- la signalisation est en cabine car à grande vitesse les conducteurs des trains ne peuvent pas voir les indications sur le côté de la voie ferrée.
- l'absence de passages à niveau
- des courbes de voies ayant un rayon important, proportionnel à la force centrifuge

Les voies peuvent être inspectées à la vitesse commerciale de 300 km/h, à l’aide d’une voiture spécifique nommée Mélusine. Depuis 2006, une rame complète est affectée à ce service, permettant une gamme plus complète de mesures, ainsi que l’hébergement à bord du personnel ; il s’agit de la rame Réseau tricourant no 4530 renommée Iris 320 (pour 320 km/h).

## Matériel roulant
Le TGV est un train à grande vitesse propulsé par des moteurs électriques de différentes technologies et atteignant 320 km/h en service commercial (2017). Les TGV sont conçus (à Belfort) et produits (à La Rochelle) par la société Alstom.
Le Renfe série S-100, exploité par Renfe, dessert les gares de Toulouse Matabiau, Marseille Saint-Charles, ainsi que la gare de Lyon-Part-Dieu.

### Slogans liés au TGV
- 1981 : « TGV, gagnez du temps sur le temps »[1]
- Avant 2008 : « TGV, prenez le temps d’aller vite »[2]
- 2008 : « TGV, plus de vie dans votre vie » [2].
- 2013 : « TGV, plus de vie dans l'élégance »
- 2015 : « TGV, et vous, quel sera votre voyage ? »

## Entreprises
Entreprises exploitant des trains à grande vitesse en France :
- SNCF depuis 1981
- Lyria depuis 1993
- Eurostar depuis 1994
- Thalys depuis 1996
- Artesia de 1995 au 14 novembre 2011
- Alleo depuis 2007
- Trenitalia France depuis le 11 décembre 2011
- Renfe de 2013 à 2022, puis à partir de juillet 2023

Depuis l'ouverture à la concurrence des trajets internationaux partant ou arrivant en France, quelques entreprises exploitent des trains à grande vitesse sur le territoire national.
Trenitalia France célèbre en décembre 2022 son millionième voyageur sur sa ligne TGV Paris-Lyon-Milan, lancée le 18 décembre 2021 avec ses TGVFrecciarossa qui assurent deux départs quotidiens sur Paris-Turin-Milan et trois sur le seul axe domestique Paris-Lyon.
La compagnie ferroviaire charentaise Le Train signe le 24 janvier 2023 une commande de dix rames neuves à grande vitesse au constructeur espagnol Talgo. Elle se prépare à assurer 50 trajets quotidiens en 2025 dans l'ouest de la France, comme un Bordeaux-Rennes direct, sans passer par Paris (par Angers), ou un Bordeaux-Tours sans arrêt intermédiaire. Elle serait alors la première flotte française privée à concurrencer sans aide publique la SNCF.
Renfe annonce en juin 2023 le lancement en juillet 2023 de ses premiers trains à grande vitesse « AVE » en circulation depuis Madrid et Barcelone jusqu'à Lyon et Marseille. Le tarif de lancement sera de 29 euros sur les trajets complets, et de 19 euros pour un aller depuis Montpellier ou Narbonne, vers Barcelone. Dix gares seront desservies sur le sol français, dont Lyon Part-Dieu, Avignon, Marseille, Aix-en-Provence, Montpellier, Béziers, Narbonne et Perpignan. Renfe inaugure la ligne Lyon-Barcelone le 13 juillet : quatre allers-retours par jour, d'une durée de cinq heures, puis un aller-retour par jour en septembre. La ligne Marseille-Barcelone-Madrid (en huit heures) sera inaugurée le 28 juillet, et Renfe ouvrir Lyon-Paris d'ici à l'été 2024.

## Villes à une heure de Paris en TGV
La proximité en TGV avec Paris est un moteur pour le développement d'une ville, notamment pour celles situées à moins d'une heure comme Tours, Lille, Reims, Le Mans, Arras ou Vendôme,.

## Villes distantes de 1h30 à 4h10 de Paris en TGV
Le TGV va également croitre entre des villes reliées entre elles en moins de deux trente depuis la loi interdisant les vols pouvant être remplacés par un trajet en train inférieur à cette durée.
Bordeaux, Poitiers, Angoulême, La Rochelle, Lyon, Rennes, Nantes, Saint-Nazaire, La Roche-sur-Yon, Les Sables-d'Olonne, Strasbourg, Belfort, Montbéliard, Besançon, Dijon, Mulhouse, Marseille, Nîmes, Pau, Montpellier, Avignon, Toulon (3h50 sans rebroussement à Marseille), Mâcon, Bourg-en-Bresse, Annecy, Grenoble, Genève, Lausanne, Colmar, Agde, Sète, Valence, Montélimar, Orange, Metz, Nancy, Agen, Montauban, Niort, Brest, Calais, Boulogne-sur-Mer, Le Touquet.

## Critiques

### Régions non reliées
Le TGV laisse pour l’instant à l’écart le Massif central (Auvergne, Limousin) - les Intercités reliant toutefois rapidement Paris à Clermont-Ferrand  ou Limoges en trois heures environ - et c’est un des reproches qui lui sont faits. Le TGV n’y circule toujours pas ce qui provoque la colère des régions concernées. Après un premier essai non concluant d’un TGV Cherbourg-Lille via Roissy en 1999, qui n’avait pas trouvé sa clientèle, la Basse-Normandie ne bénéficie que d’un aller-retour quotidien vers Dijon, via l’aéroport Roissy Charles de Gaulle, mis en service le 5 juillet 2009 pour trois ans.
Des études ont été menée pour désenclaver ces régions, avec la liaison Poitier-Limoges, la LGV POCL, ou la Transversale Est-Ouest, projets repoussées indéfiniment du fait de leur non-rentabilité.
Cette absence des régions proches de Paris (Normandie) ou à faible densité de population (Massif central) tient aux conditions de rentabilité économique de la grande vitesse ferroviaire : la construction des infrastructures dédiées aux trains à grande vitesse étant très coûteuse, il est nécessaire de disposer de flux massifs de voyageurs sur les parcours pour pouvoir rentabiliser les lignes par leur usage intensif. De même, les perspectives de gain de temps peuvent justifier le peu d'empressement à desservir la Normandie. Les taux de rentabilité socio-économique prévisionnels de ces lignes sont ainsi bien inférieurs aux 8% retenu par l’État pour le financement de projet d’infrastructures.
Les régions délaissés par la grande vitesse considèrent que le TGV doit être un moteur de développement économique ; or, on ne le fait circuler que dans des régions déjà économiquement développées et leur population importante, renforçant l'enclavement de certaines régions. Les projets actuellement en financement ne concernent pas ces régions, même si quelques collectivités locales et associations défendent des projets comme la LGV Massif Central, la Transversale Alpes Auvergne Atlantique, la LGV des Estuaires, la LGV Sud-Loire et la LGV Normandie.
La conviction que l’offre de transport est un puissant moteur de développement local est répandue aussi bien parmi le grand public que dans les médias ou chez les responsables politiques. Or cette hypothèse, souvent avancée dans un but stratégique, pour défendre un projet, est sans fondement scientifique. Les perceptions des effets du TGV sont souvent surestimées, elles sont faussées par la fierté de voir son territoire bénéficier de ce nouvel équipement.
C’est ainsi qu’une étude de la DATAR conclut :
« On observe un écart entre les changements importants et quasi immédiats introduits par le TGV dans la mobilité des personnes (…) et la lenteur d’apparition des effets dits "structurants" qui pourraient lui être imputés. Les répercussions du TGV sur les activités des zones desservies ne sont pas automatiques (…). Aussi convient-il de s’affranchir de tout discours qui établirait une relation déterministe… ».
Même à long terme, il ne semble pas y avoir d’effet : sur les deux derniers siècles, aucune corrélation n’a été prouvée entre desserte ferroviaire et croissance des villes françaises.
Il n’en était pas de même avec le transport ferroviaire global, fret et voyageurs, avant l’ère automobile. En cela, une étude comparative portant sur les villes de Dijon et Auxerre, sensiblement comparables au début du xixe siècle, avait interprété l’écart constaté à l’aube du xxie siècle comme étant dû principalement à la présence de l’axe ferroviaire Paris-Lyon-Méditerranée et des raccordements vers Luxembourg et Strasbourg. A contrario Épernay avait été préféré à Reims lors du tracé de la ligne Paris-Strasbourg, ce qui n’a pas empêché cette dernière de beaucoup plus se développer depuis.[réf. souhaitée]
En réalité la corrélation existe, due à une causalité inversée : on construit des offres de transport parce qu’il y a une demande latente, un potentiel économique induit par le dynamisme de la ville à desservir. Dans les villes équipées par « effet d’aubaine », comme Mâcon ou Le Creusot, le TGV n’a pas eu d’impact prouvé sur le développement local.

### Aménagement du territoire
De plus, même lorsque des LGV existent, les gares des villes moyennes situées sur les lignes classiques qu’elles doublent perdent souvent certaines de leurs liaisons « Grandes Lignes ». C’est par exemple le cas de Sens et Villefranche-sur-Saône à la suite de l’ouverture de la LGV Sud-Est, ou encore d’Arles après l’ouverture de la LGV Méditerranée. Ces villes sont néanmoins reliées, depuis un certain temps, par TGV. Cela concerne également Commercy (desservie finalement depuis le 28 avril 2008) après l’ouverture de la LGV Est européenne.
Il va sans dire que la construction d’une ligne dédiée à la très grande vitesse (au-delà de 220 km/h) redonne de la capacité au fret et aux TER sans compter les combinaisons multiples de liaisons à un seul changement, comme Poitiers-Aix-en-Provence ou Bruxelles-Royan. Pour Jean-Marc Charoud de RFF « il ne faut pas opposer [les villes moyennes] aux grandes agglomérations : le cœur de ville ne va pas vivre parce qu'un train non rapide y passera, mais parce qu'il sera relié à une agglomération qui est un poumon régional ».
De plus, il est nécessaire de disposer d’un parcours sans arrêt suffisamment long pour bénéficier pleinement des effets positifs de la grande vitesse ferroviaire, faute de quoi le bilan coût-avantage de la grande vitesse devient contestable. Au démarrage, il faut entre 7 et 8 minutes, et de 25 à 30 km, pour qu’une rame atteigne sa vitesse maximale de 320 km/h. Compte tenu des durées de freinage et d’accélération, un arrêt intermédiaire augmente le temps de trajet total d’une dizaine de minutes : un arrêt demande au minimum sept minutes, dans l’hypothèse où le sillon suivant est disponible et où la gare est située directement sur la ligne à grande vitesse ; il faut souvent compter de 20 à 25 minutes pour desservir une gare de centre-ville. Un arrêt tous les 50 km divise donc approximativement la vitesse d'exploitation du train par deux.
La construction d’une ligne à grande vitesse ferroviaire traversant une région peu peuplée ne constitue pas en elle-même une bonne nouvelle dans la mesure où le TGV peut constituer autant un évitement ou un appauvrissement des dessertes afin de protéger le gain en vitesse de la nouvelle ligne qu’une solution pour le désenclavement. Le TGV a pour vocation première de rapprocher les grandes métropoles françaises (Paris, Lille, Toulouse, Nantes, Bordeaux, Lyon, Marseille…) de leurs voisines européennes (Londres, Barcelone, Bruxelles, Genève, Amsterdam, Francfort, Madrid, Milan,…) et non de changer les caractéristiques propres de chaque région, souvent héritées du passé.

### Contestation politique
Aux opposants locaux à tout projet d'infrastructure se mêlent souvent des acteurs qui portent un discours plus large que la simple contestation de cette infrastructure.
Le TGV se prête à cet exercice, et suscite paradoxalement souvent des oppositions plus fortes que la construction d'une autoroute. D'une part c'est un sujet à forte visibilité dans la presse et qui est relativement consensuel, sa critique ouvre donc une nouvelle fenêtre médiatique. D'autre part il est un symbole du progrès technique, faux progrès pour ces militants. Enfin il pose des problèmes spécifiques à la croisée du social et de l'écologie : dégradation des lieux de vies des riverains causée par le bruit et la destruction de zones naturelles, ségrégation sociale avec un prix du billet qui exclut les plus pauvres, métropolisation avec des petites villes de plus en plus concurrencées par des grands centres urbains mieux desservis, assèchement du budget des TER réputés moins élitistes… 
L'association altermondialiste Attac a par exemple intégré cette convergence des luttes sociales et environnementales. Elle collabore ainsi avec des associations amies, comme la CAPEN sur la LGV Rhin-Rhône ou la CADE sur la LGV Bordeaux - Frontière espagnole. Ses critiques, proches des théories de la décroissance, préconisent la modernisation du réseau traditionnel et plus radicalement la remise en cause d'une société trop dépendante des transports.

### Critiques économiques
Pour Marc Fressoz, le coût élevé de la construction de nouvelles lignes à grande vitesse se fait au détriment de l'entretien des lignes classiques vieillissantes et d'une élévation dangereuse de la dette de SNCF Réseau. Alors que deux TGV sur 3 sont déficitaires, Élisabeth Borne critique la desserte par les trains à grande vitesse de nombreuses gares qui nuisent à la rentabilité. Selon un rapport de 2014 de la Cour des Comptes, de trop nombreux arrêts des trains et la construction de nouvelles lignes sans rentabilité économique coûte cher au modèle ferroviaire de la grande vitesse en France.

## Exportation des techniques de grande vitesse ferroviaire
Avec un chiffre d’affaires moyen de 2,1 milliards d’euros (1996-2000), l’industrie ferroviaire française est l’une de trois premières au monde.
Si au sens strict les « TGV » ne roulent qu’en France ou dans des dessertes internationales depuis la France, puisque « TGV » est une marque déposée de la SNCF. La technologie a été cependant exportée dans plusieurs pays.
Les dirigeants politiques tentent souvent de promouvoir le TGV lors de leurs visites diplomatiques. Par exemple en 2007, le président de la République s’est investi dans la vente du TGV au Maroc (nommés RGV) ; ou début 2009 la ministre de l’économie a présenté la technologie à l'Arabie saoudite et le secrétaire d’État aux transport à la Californie. Le résultat reste très mitigé : en mai 2009, sur les 650 rames construites, 540 roulent en France.

### Échecs

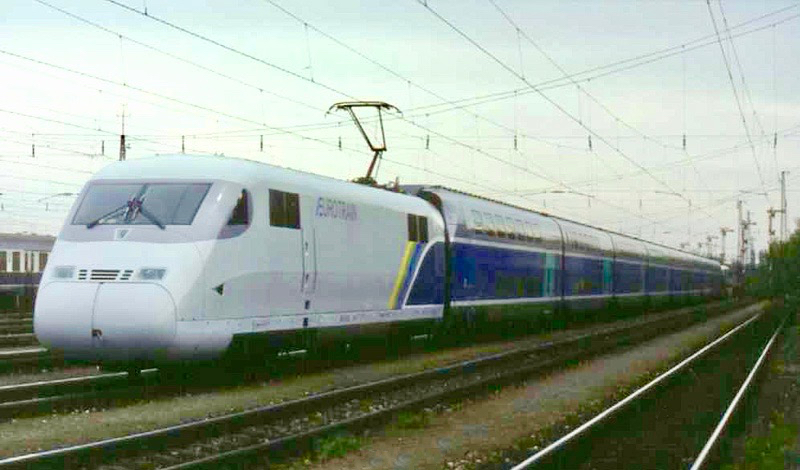
L'Eurotrain destiné au marché taïwanais: une motrice ICE 2 accouplée à des voitures TGV Duplex

Au début des années 1990, pour la construction de la ligne à grande vitesse de Taïwan, un consortium  réunissant Alstom (TGV) et Siemens (ICE) avait été choisi dans un premier temps. Puis il a été évincé par le Shinkansen japonais qui proposait des conditions financières plus avantageuses et qui offre une capacité voyageur supérieure pour les rames les plus longues. L'affaire se conclura par une indemnisation de 65 millions de $US pour le consortium européen.
En 1991 Texas TGV Corporation, un consortium rassemblant notamment Alstom, Bombardier et Morrison Knudsen, obtient une concession de 50 ans pour construire un triangle Houston - Dallas/Fort Worth - San Antonio. Après des poursuites judiciaires, menées entre autres par Southwest Airlines et Siemens, la franchise est annulée par l’État du Texas en 1994. En 2015, c'est la société Texas Central Partners qui relance le projet de construction de la LGV Dallas-Houston avec des rames japonaises et une ligne à grande vitesse construite par le groupe italien Salini Impregilo.
En 1995, le gouvernement australien a lancé un appel à projets pour une liaison Sydney - Canberra. Le dossier d’Alstom a été sélectionné en 1998 puis le projet a été abandonné en décembre 2000.
À la fin des années 1980 un premier projet de LGV en Floride avait échoué. En 1995 le Florida Overland eXpress (FOX) de Bombardier et Alstom est sélectionné par l’État de Floride pour une ligne Miami-Orlando-Tampa. La construction devait débuter en 2001 pour une mise en service en 2006. En 1999 le nouveau gouverneur de l’État a abandonné le projet.

### Succès
À partir de 1992, Alstom a construit des dérivés du TGV pour le réseau espagnol (Alta Velocidad Española).
Depuis 1993, Alstom a construit les TGV TMST, connu couramment (et abusivement) sous le nom d'Eurostar.
L’Acela qui roule depuis le 11 décembre 2000 entre Boston et Washington utilise en partie la technologie TGV.
Le Korea Train Express (KTX) est un dérivé du TGV Atlantique. Depuis 2004, il roule sur deux lignes à grande vitesse selon un axe nord-sud (actuellement de Séoul à Daegu, jusqu’à Pusan en 2010). Les 12 premières rames ont été construites en France, les 34 suivantes assemblées sur place. La Corée du Sud a choisi de ne pas poursuivre l’usage de la technologie TGV et c'est l’entreprise nationale Hyundai qui développe et construit les nouveaux matériels.
A l'été 2015 les premiers trains à grande vitesse roulant en Afrique sont français grâce à un arrangement entre la France et le Maroc, qui fait rouler ses TGV sous le nom de RGV 2N.
En août 2016, Alstom s'est vu confier par Amtrak le marché du TGV Boston - Washington (les nouveaux TGV à un niveau Avelia Liberty), premier matériel TGV français aux États-Unis.

### Projets
En Argentine, le marché de la Liaison ferroviaire à grande vitesse Buenos Aires-Rosario-Córdoba a été confié à Alstom en 2008. Le service devait être assuré par des rames TGV 2N2. Le projet est abandonné à la suite de la crise bancaire.
Au Maroc, la LGV Tanger-Casablanca est opérationnelle en 2020 avec une première phase Kénitra-Tanger en service commercial dès l'été 2018. Elle permet de raccourcir les liaisons de Tanger à Casablanca, avec comme objectif de la prolonger jusqu’à Marrakech. Les travaux s’achèveront en mai 2020. Le service est assuré par des rames TGV 2N2. D’autres dessertes sont à l'étude : Rabat-Oujda et Marrakech-Agadir avec des ouvertures vers 2026 au plus tôt.

## Augmentation de la vitesse
Le record mondial de vitesse sur rail du 18 mai 1990 (515,3 km/h) puis celui du 3 avril 2007 (574,8 km/h) ont montré que la LGV était mécaniquement capable de supporter des vitesses beaucoup plus élevées, la géométrie de la voie n’ayant pas souffert des marches d’essai à plus de 500 km/h.
Après avoir envisagé de porter la vitesse commerciale de certains TGV à 360 km/h, la solution fut abandonnée en raison du coût, et de l'usure plus forte engendrée par cette augmentation de vitesse.
Les principaux obstacles à la progression des vitesses commerciales sont aujourd’hui :
- le freinage, qui devient problématique dès 350 km/h du fait de l’énergie à dissiper ;
- la rentabilité économique (amortissement des investissements, recherche, etc.) ;
- la résistance aérodynamique, proportionnelle au carré de la vitesse, qui a une incidence sur la consommation énergétique ;
- le coût de maintenance induit par l'usure des voies, qui devient prohibitif au-delà d’une certaine vitesse ;
- le bruit qui augmente avec la vitesse et qui fait l’objet d’une réglementation de plus en plus stricte ;
- le captage de courant via le pantographe, qui nécessite une tension mécanique élevée des caténaires et conduit à leur usure accélérée ;
- et dans une moindre mesure le contact rail-roue.